# Sinocyclocheilus rhinocerous
Sinocyclocheilus rhinocerous är en fiskart som beskrevs av Li och Tao, 1994. Sinocyclocheilus rhinocerous ingår i släktet Sinocyclocheilus och familjen karpfiskar. Inga underarter finns listade i Catalogue of Life.